# Nicholas Deshong
Nicholas Deshong (* 24. April 1992 in Bridgetown) ist ein barbadischer Leichtathlet, der sich auf den Sprint spezialisiert hat.

## Sportliche Laufbahn
Erste internationale Erfahrungen sammelte Nicholas Deshong bei den CARIFTA-Games 2009 in Vieux-Fort, bei denen er das Halbfinale über 200 Meter erreichte. Anschließend erfolgte die Teilnahme an den Jugendweltmeisterschaften in Brixen, bei denen er ebenfalls das Halbfinale erreichte und dort mit 21,57 s ausschied. 2010 belegte er bei den Zentralamerika- und Karibikjuniorenmeisterschaften in Santo Domingo Platz fünf über 200 Meter, wie auch mit der barbadischen 4-mal-100-Meter-Staffel. 2011 schied er bei den CARIFTA-Games in Montego Bay über 100 und 200 Meter in der ersten Runde aus.
2012 schied er bei den U23-NACAC-Meisterschaften in Irapuato über 100 Meter im Vorlauf aus und belegte über 200 Meter in 21,25 s den achten Platz. Zudem erreichte er mit der Staffel in 40,30 s den fünften Platz. Bei den CAC-Meisterschaften 2013 in Morelia schied er über 200 Meter in der ersten Runde aus und belegte mit der Staffel in 39,56 s Platz vier. 2014 belegte bei den U23-NACAC-Meisterschaften in Kamloops in 21,24 s erneut den achten Platz.
Bei den IAAF World Relays 2015 wurde er mit der 100-Meter-Staffel Zweiter im B-Finale und schied mit der 4-mal-200-Meter-Staffel in der Vorrunde aus. Bei den Panamerikanischen Spielen in Toronto belegte mit der Staffel in 38,79 s den vierten Platz. Anschließend gewann er bei den NACAC-Meisterschaften in San José die Bronzemedaille mit der Staffel und gelangte über 200 Meter bis in das Halbfinale. 2017 gewann er bei den World Relays die Silbermedaille mit der 4-mal-100-Meter-Staffel.
2018 nahm er zum ersten Mal an den Commonwealth Games im australischen Gold Coast teil und schied dort über 200 Meter mit 21,26 s in der ersten Runde aus. Zudem belegte er mit der barbadischen Staffel den fünften Platz.

## Persönliche Bestleistungen
- 100 Meter: 10,53 s (+1,7 m/s), 14. Mai 2017 in Greensboro
- 200 Meter: 20,58 s (0,0 m/s), 12. Juni 2016 in Bridgetown
- 200 Meter (Halle): 21,65 s, 28. Januar 2017 in Lynchburg